# Akinari Kawazura
Akinari Kawazura (河面 旺成 Kawazura Akinari?, Kyōtanabe, Kioto, 3 de mayo de 1994) es un futbolista japonés que juega como defensa en el Nagoya Grampus.

## Trayectoria

### Clubes
| Club           | País  | Año       |
| -------------- | ----- | --------- |
| Omiya Ardija   | Japón | 2017-2021 |
| Nagoya Grampus | Japón | 2022-     |

## Palmarés

### Títulos nacionales
| Título         | Club           | País  | Año  |
| -------------- | -------------- | ----- | ---- |
| Copa J. League | Nagoya Grampus | Japón | 2024 |